# Raffaele Longobardi

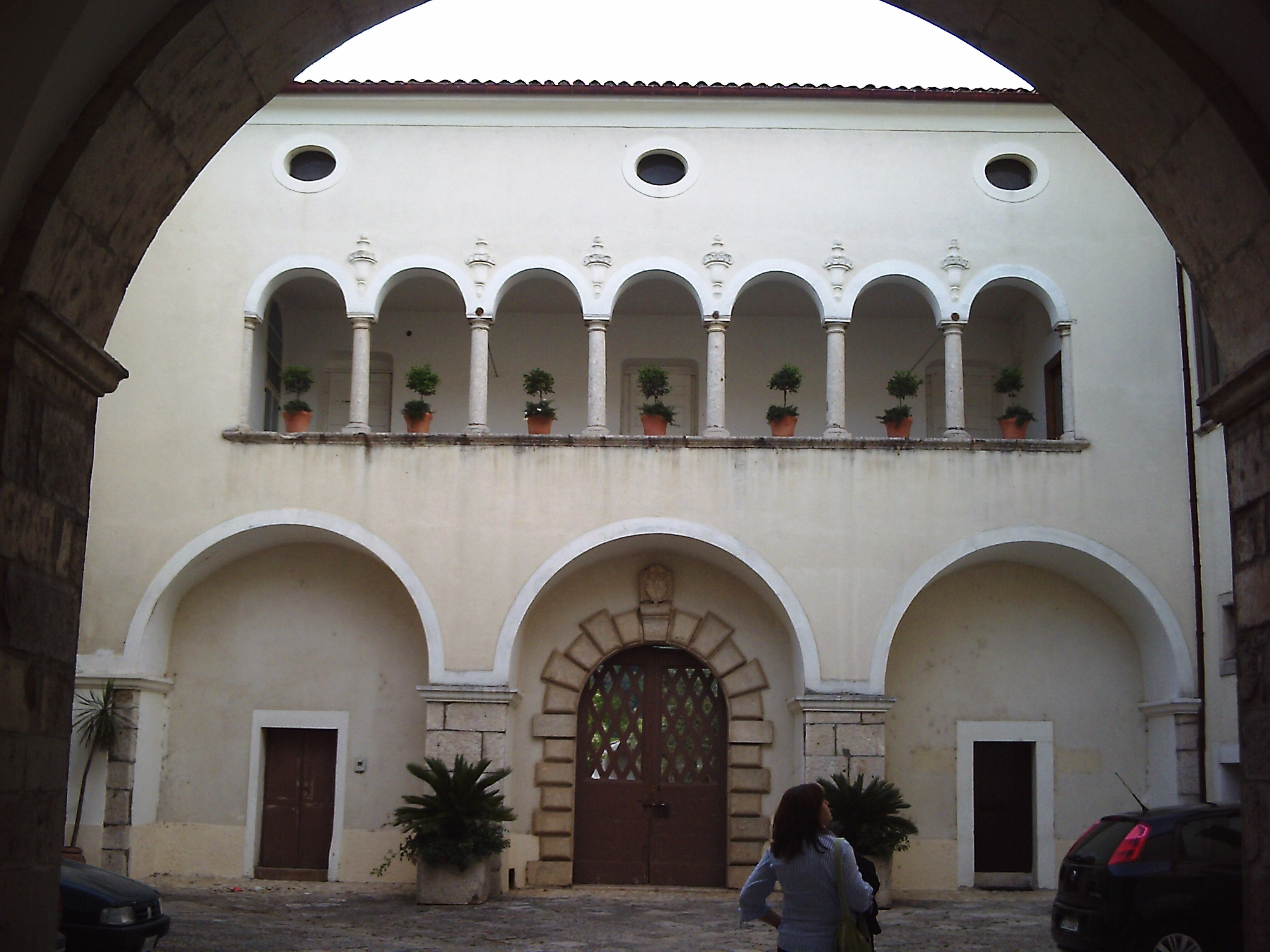
Il vescovo Raffaele Longobardi si adoperò per restaurare il palazzo vescovile di Cerreto Sannita.

Raffaele Longobardi (Napoli, 8 febbraio 1755 – Napoli, 23 settembre 1822) è stato un vescovo cattolico italiano.

## Biografia
Dopo la nomina sacerdotale e la laurea in teologia entrò nella Congregazione dei Pii Operai che aveva fra i suoi fini l'assistenza spirituale dei poveri e l'insegnamento del catechismo nelle aree rurali. Con il passare del tempo diventò "preposito generale" della Congregazione, arrivando così a ricoprire un importante ruolo di guida all'interno di questa organizzazione cattolica.
Egli fu nominato vescovo di Telese o Cerreto il 21 dicembre 1818. Grazie ad una speciale concessione di papa Pio VII fu consacrato vescovo in Napoli nella basilica di Santa Restituta il 3 gennaio 1819.
La diocesi cerretese non aveva avuto vescovi per diciotto anni e ciò aveva creato non poche mancanze e difficoltà. Il vescovo Longobardi dovette quindi riorganizzare la curia e ripristinare l'autorità vescovile. La sua accoglienza a Cerreto Sannita fu festosa e piena di gioia. Lo storico coevo Nicola Rotondi scrive che "l'ampio spazio innanzi al Duomo era pienissimo" e che era "indicibile la gioia di tutti". La carrozza che trasportava il vescovo fu dai cerretesi privata dei cavalli e fu portata, trainata da uomini, per tutto il corso della cittadina sino al monastero delle Clarisse.
Egli dovette sostenere un lungo e dispendioso giudizio contro il comune di Solopaca per il possesso del vasto territorio di Santagatella che costituiva l'unica fonte redditizia della mensa vescovile. Dopo un lungo e dispendioso iter giudiziario il terreno, che era stato tolto alla diocesi durante il periodo murattiano, tornò nel pacifico possesso della mensa vescovile che per tanti secoli l'aveva goduto.
Restaurò il palazzo vescovile di Cerreto Sannita che era rimasto disabitato per diciotto anni e che versava in uno stato fatiscente (mancanza di porte e di serrature, mancanza di vetri, imposte fatiscenti ecc).
Nel 1822 ricevette anche la nomina a vescovo di Alife. Con la bolla Adorandi fu disposta l'unione di questa diocesi con quella di Telese o Cerreto.
Durante una visita pastorale fu assalito da una "febbre terzana"  che lo costrinse a recarsi a Napoli per beneficiare del cambiamento di aria. La febbre si aggravò e nella città partenopea morì il 23 settembre 1822 attorniato dai suoi confratelli Operai. Fu sepolto fra "pompose esequie" nella chiesa della Congregazione dei Pii Operai (San Nicola alla Carità) dove riposa tuttora.

## Genealogia episcopale
La genealogia episcopale è:
- Cardinale Scipione Rebiba
- Cardinale Giulio Antonio Santori
- Cardinale Girolamo Bernerio, O.P.
- Arcivescovo Galeazzo Sanvitale
- Cardinale Ludovico Ludovisi
- Cardinale Luigi Caetani
- Cardinale Ulderico Carpegna
- Cardinale Paluzzo Paluzzi Altieri degli Albertoni
- Papa Benedetto XIII
- Papa Benedetto XIV
- Papa Clemente XIII
- Cardinale Francesco Saverio de Zelada
- Cardinale Luigi Ruffo Scilla
- Vescovo Raffaele Longobardi